# 긴코역
긴코역(일본어: 錦江駅)은 일본 가고시마현 아이라시에 있는 규슈 여객철도 닛포 본선의 역이다. 단선 승강장 1면 1선의 구조를 지닌 지상역이다.

## 이용 현황
| 연도     | 하루 평균 승차 인원 | 연도     | 하루 평균 승차 인원 |
| 2004년도 | 1,215명             | 2007년도 | 1,101명             |
| 2005년도 | 1,162명             | 2008년도 | 1,118명             |
| 2006년도 | 1,152명             | 2009년도 | 1,051명             |
| -------- | ------------------- | -------- | ------------------- |

## 역 주변
- 아이라 시립 가지키 소학교
- 아이라 시립 긴코 소학교

## 역사
- 1986년 3월 3일 : 개업.
- 1987년 4월 1일 : 민영화에 의해, 규슈 여객철도로 이관.

## 인접 정차역
| 닛포 본선          | 닛포 본선   | 닛포 본선              |
| ------------------ | ----------- | ---------------------- |
| 가지키 고쿠라 방면 | ■ 닛포 본선 | 조사 가고시마추오 방면 |